# Erebostrota anyte
Erebostrota anyte là một loài bướm đêm trong họ Noctuidae.